# Bundesprogrammlehrkraft
Eine Bundesprogrammlehrkraft (BPLK) ist eine deutsche Lehrkraft im Auslandsschuldienst, die – vermittelt durch die Zentralstelle für das Auslandsschulwesen im Bundesamt für Auswärtige Angelegenheiten (BfAA)– ein Arbeitsverhältnis mit einer Schule im Ausland eingeht und dafür vom BfAA an dieses Arbeitsverhältnis gekoppelte finanzielle Zuwendungen erhält.
In der Regel ist eine Bundesprogrammlehrkraft eine mit 1. und 2. Staatsexamen ausgebildete Lehrkraft ohne Anstellung bei einem innerdeutschen Dienstherrn. Aber auch verbeamtete oder fest angestellte Lehrkräfte können sich für eine Tätigkeit als BPLK beurlauben lassen.